# Manoel Tobias
Manoel Tobias da Cruz Júnior, né le 19 avril 1971 à Salgueiro (Pernambouc) est un joueur de futsal international brésilien des années 1990-2000.
Manoel Tobias est considéré comme l'un des meilleurs et des plus importants joueurs du monde du futsal. Champion du monde FIFA en 1992 et 1996, Manoel est élu meilleur joueur du monde en 2000, 2001 & 2002 ainsi que meilleur joueur des Coupes du monde 1996 et 2000.
Lors de la première dizaine de saisons de sa carrière, Manoel change de club brésilien presque chaque saison. En 2002, il s'installe dans le club espagnol du FS Cartagena où il reste cinq ans.

## Biographie

### Enfance et formation
Manoel vient de Salgueiro, dans le Pernambouc, au nord-est du Brésil, ville de 60 000 habitants dans l’une des régions les moins riche du pays. Il est le fils d'un directeur d’école et d’une enseignante, au sein d’une fratrie de neuf enfants. Il déclare dans le journal le plus important du Pernambouc (Folha de Pernambuco) avoir eu « une enfance heureuse et une bonne éducation. Je m’amusais dans la rue, c’était une vie paisible ».
En 1984, à treize ans, sa famille déménage dans la ville de Cordeiro, dans la province de Recife, Manoel découvre le futsal dans sa nouvelle école. Ce fan du footballeur Zico intègre rapidement l’équipe de son école publique Barros Carvalho, avec laquelle il devient très vite vice-champion du Pernambouc.
Manoel Tobias excelle rapidement dans les championnats jeunes. À seize ans, Tobias est surclassé en catégorie d'âge seniors.

### Débuts en senior
En 1988, alors qu’il représente l’État du Pernambouc aux championnats nationaux, Manoel Tobias est recruté par le Clube Candelas, à Curitiba ; équipe avec laquelle il débute véritablement sa carrière senior en 1990.
Il passe à Votorantim l'année suivante et Banfort en 1992. En 1993, il remporte le championnat brésilien et la Copa América pour les clubs puis passe à l'Impacel en 1994, avec qui il conserve son titre de champion du Brésil (son troisième).
En 1995, il rejoint l'Enxuta pour un nouveau titre de champion du Brésil. Il devient aussi champion du monde des clubs. 
À la fin de l'année 1995, alors qu’il joue dans le club d’Enxuta, l'entraîneur de football Luiz Felipe Scolari le convainc de rejoindre le Grêmio Foot-Ball, en extérieur sur herbe. En quatre mois, au début de 1996, le joueur prend part aux rencontres et marque contre Caxias lors d'une victoire 3-1. Il se souvient : « J’ai passé quatre mois à Gremio, j’y ai joué des matchs amicaux, participé à trois matchs officiels et marqué un but. J’ai eu des difficultés, des douleurs au genou dues au changement de sol. Après cela, Internacional est venu vers moi, a fait la même proposition que Grêmio, mais pour jouer au futsal, et je n’y ai pas réfléchi à deux fois ».

### Consécration
Tobias rejoint rapidement l'Inter / Ulbra (pt), club avec lequel il devient champion. À l'issue de la compétition, il est sacré meilleur buteur et élu meilleur joueur. À la fin d'une année 1996 exceptionnelle, Manoel remporte le prix de joueur de l'année.
Passé en 1998 à l'Atletico Mineiro, Manoel Tobias remporte le titre de champion de la LNF 1999 et obtient le record de buts en une seule édition de la compétition, avec 52 buts.
Au bout d'un an et demi à Vasco da Gama, il passe à Malwee/Jaraguá, où il n'obtient pas de grands résultats avec l'équipe.
En 2002, il quitte son pays pour intégrer le club espagnol du FS Cartagena. Il joue cinq saisons en Espagne et marque les supporters murcians.
En 2007, le champion brésilien revient au Sports Club Ulbra (pt) où il termine sa carrière le 24 septembre 2007,.

### En équipe nationale
Dès ses 18 ans, Manoel Tobias intègre l'équipe du Brésil de futsal, il est sacré champion sud-américain puis champion du monde en 1992.
En 1996, il remporte une seconde Coupe du monde FIFA. Il continue sur sa lancée en remportant la Copa América avec le Brésil. Il remporte une nouvelle Copa América avec l'équipe nationale l'année suivante.
Manoel fait également partie de la sélection du Brésil qui perd pour la première fois sa couronne mondiale au Guatemala lors de la Coupe du monde de 2000.
Manoel Tobias totalise plus de 300 sélections et davantage de 270 buts en équipe nationale de futsal. Il partage quelques matchs en sélection avec la future nouvelle légende Falcao. Tobias considère ses coéquipiers Fininho et Iacovino comme les meilleurs partenaires croisés sur le parquet.
En mars 2010, Falcao dépasse Manoel Tobias en tant que meilleur buteur brésilien de l'histoire du futsal, grâce à sa 279e réalisation.

### Reconversion
Le 29 janvier 2013, Manoel Tobias est confirmé comme assistant du nouvel entraîneur de l'équipe nationale brésilienne de futsal, Ney Pereira, en remplacement de Marcos Sorato. Adjoint de Ney Pereira entre 2013 et 2014 au sein de la sélection nationale auriverde, il est également entraîneur des féminines brésilienne et des moins de 20 ans à cette époque.

Manoel Tobias en 2016.

Tobias crée ensuite plusieurs centres sociaux qui travaillent sur l’inclusion sportive et sociale de jeunes entre 8 et 17 ans, dans la région de Fortaleza. Il permet à plusieurs jeunes de devenir joueurs professionnels de futsal.

## Style de jeu
Manoel Tobias est réputée pour une habileté hors du commun, ainsi qu'une qualité de passe et une puissance de frappe élevées. Ailier droit possédant des caractéristiques physiques communes (1,79 m), Tobias est remarqué pour sa virtuosité, son élégance, sa vision et son travail.

## Palmarès
Avec la sélection brésilienne, Manoel Tobais est double champion du monde FIFA en 1992 et 1996, et est désigné à deux reprises meilleur buteur de la compétition. Avant cela, il remporte le championnat Pan-américain 1991 et Sud-américain 1992. Par la suite, lui et son équipe remportent la Copa América en 1996 et 1997,.
En club, il remporte notamment quatre titres de champion du Brésil (1991, 1993, 1994 et 1995), la Copa América des clubs 1993 et la Coupe du monde des clubs en 1995 puis 2001,.
Sur le plan individuel, il est élu trois fois meilleur joueur mondial lors des Prix FutsalPlanet.
- Coupe intercontinentale (1)
  - Vainqueur : 1998 (Atletico Mineiro futsal)
  - Finaliste : 1997 (Inter/Ulbra)